# ダニエーレ・バリオーニ
ダニエーレ・バリオーニ（Daniele Barioni、1930年9月6日 - 2022年11月5日、生年には1933年説もあり）は、1950年代から1960年代にかけて活躍したイタリアのテノール歌手である。活躍の時期は短かったが、その強烈なスピントの声質でオペラ・ファンに強い印象を残した。

## 経歴
フェラーラ近郊コッパーロの農家に生まれ、ミラノで声楽の研鑽を積む。はじめバリトンの声域からスタートしたともいう。
1949年にはコンサートに出演したとの記録もあるが、1954年、ミラノ・ヌォーヴォ劇場のマスカーニ『カヴァレリア・ルスティカーナ』トゥリッドゥ役で本格的な舞台デビューを飾り、すぐにイタリア各劇場で活躍するようになった。
ニューヨーク・メトロポリタン歌劇場（メト）の支配人ルドルフ・ビングがその評判を聞きつけ、デビュー2年後の1956年2月にはプッチーニ『トスカ』カヴァラドッシ役でメト・デビューを飾った。メトには1961年-62年シーズンまで7シーズン参加し、『カヴァレリア』、『蝶々夫人』ピンカートン役、『椿姫』アルフレード役、『ラ・ボエーム』ロドルフォ役などリリコ系の役柄で54回の舞台に立った。
1960年代に入るとイタリアに移り、特にローマ歌劇場を拠点として活動した。レパートリー中には次第にスピント系の役柄、例えば『西部の娘』ジョンソン役、『イル・トロヴァトーレ』マンリーコ役、『アンドレア・シェニエ』題名役なども加わるようになり、特に『トゥーランドット』カラフ王子役は高い評価を得た。
1966年になり、幸福と不幸が同時にバリオーニを襲う。3月にようやく念願のミラノ・スカラ座デビューを『カヴァレリア』で果たすが、同年イタリア系アメリカ人でありピアニストの妻ヴェラ・フランチェスキを白血病で失って以降は、ステージへの関心を次第に失っていった。
その後はアメリカとヨーロッパの中小歌劇場を中心に細々と舞台を継続したが、1972年、ナポリ・サン・カルロ劇場への出演記録を最後にオペラ舞台から事実上引退した。1981年、故郷フェラーラでのレナータ・テバルディのリサイタルに参加したのが公の舞台としては最終である。
2022年11月5日92歳にて死去。